# Marcelo Peabiru
Marcelo Tolomeotti, conhecido por Marcelo Peabiru (Peabiru, 10 de dezembro de 1978), é um ex-futebolista brasileiro que atuava como centroavante.

## Carreira
Começou a carreira no Adap Galo Maringá em 2002.
Em julho de 2003, foi contratado pelo Santos FC por empréstimo e apresentando como reforço junto de Val Baiano. Pelo clube, não marcou nenhum gol.
Em 2005, jogou no Coritiba Foot Ball Club.
No ano seguinte, voltou ao Adap, onde foi artilheiro do Campeonato Paranaense com 18 gols e conquistou a vaga na semifinal ao bater o Athlético, na Arena da Baixada. Teve uma rápida passagem pelo Guarani FC ainda em 2006, onde atuou somente em 3 jogos na Série B do Campeonato Brasileiro e pediu a rescisão de contrato em julho por não se adaptar à Campinas.
Em 2009, disputou o Campeonato Mineiro de Futebol do Módulo I da Primeira Divisão pelo Rio Branco de Andradas.
Disputou o Campeonato Paranaense de 2010 pelo Atlético Clube Paranavaí.
Em 2011, foi Campeão Paraense jogando pelo Independente Atlético Clube da cidade de Tucuruí.
Em julho de 2012, foi contratado pelo Paragominas FC.

## Títulos
Independente Atlético Clube
- Campeão Paraense de 2011